# La Ortiga
La Ortiga es una localidad del estado mexicano de Guanajuato. Es parte del municipio de Acámbaro.

## Demografía
| Gráfica de evolución demográfica |
|                                  |

| Censo | Población |
| ----- | --------- |
| 1900  | 113       |
| 1910  | 86        |
| 1921  | 67        |
| 1930  | 107       |
| 1940  | 170       |
| 1950  | 269       |
| 1960  | 465       |
| 1970  | 534       |
| 1980  | 777       |
| 1990  | 838       |
| 2000  | 1 039     |
| 2010  | 1 244     |
| 2020  | 1 107     |